# Jova
Jova (Servisch cyrillisch Јова) is een plaats in de Servische gemeente Novi Pazar. De plaats telt 21 inwoners (2002).